# Aframomum stanfieldii
Aframomum stanfieldii là một loài thực vật có hoa trong họ Gừng. Loài này được Hepper mô tả khoa học đầu tiên năm 1968.